# Jeff Masters
Pour les articles homonymes, voir Master.
Jeff Masters est un météorologue américain cofondateur de la compagnie privée d'informations météorologiques sur internet Weather Underground, plus tard achetée par The Weather Company, maison-mère de The Weather Channel.

## Biographie
Jeff Masters a grandi dans la banlieue de Détroit. Il obtenu son B.Sc. en 1982 et son M.Sc. en 1983 en météorologie de l'Université du Michigan, participant à des campagnes de mesure des pluies acides dans le nord-est des États-Unis et de la pollution de l'air dans la région de Détroit.
En 1986, il a enseigné les techniques de prévision météorologique aux étudiants au B.Sc. à l'université d'État de New York à Brockport (New York) avant de joindre à Miami les chasseurs de cyclones de la NOAA. Il a participé comme coauteur de plusieurs rapports techniques au cours de ses quatre années à ce poste, ainsi qu'à certains documentaires télévisés,.
Après avoir failli se faire tuer lors d'un vol dans l'ouragan Hugo, Jeff Masters a quitté ce poste en 1990 pour retourner faire un doctorat en pollution de l'air à l'Université du Michigan qu'il a obtenu en 1997. Sa thèse était intitulée « Transport vertical du monoxyde de carbone par les tempêtes hivernales des latitudes moyennes »,.
Durant la même période, Jeff Masters travaillait sur une interface telnet à menus donnant des informations météorologiques sous la direction du professeur Perry Samson. En 1992, ce site est devenu l'un des plus fréquentés de l'internet naissant. En 1993, Alan Steremberg fut engagé pour créer un site plus élaboré. À partir de ce site, Masters et Steremberg  ont fondé Weather Underground à Ann Arbor en 1995,. Jeff en est toujours le directeur de la météorologie.